# Hyllus
Hyllus är ett släkte av spindlar. Hyllus ingår i familjen hoppspindlar.

## Dottertaxa tillHyllus, i alfabetisk ordning[1]
- Hyllus aethiopicus
- Hyllus africanus
- Hyllus albocinctus
- Hyllus albofasciatus
- Hyllus albomarginatus
- Hyllus albooculatus
- Hyllus alboplagiatus
- Hyllus angustivulva
- Hyllus argyrotoxus
- Hyllus atroniveus
- Hyllus aurantiacus
- Hyllus bengalensis
- Hyllus besanconi
- Hyllus bifasciatus
- Hyllus bos
- Hyllus brevitarsis
- Hyllus callietherinus
- Hyllus cambridgei
- Hyllus carbonarius
- Hyllus congoensis
- Hyllus cornutus
- Hyllus decellei
- Hyllus decoratus
- Hyllus deyrollei
- Hyllus diardi
- Hyllus duplicidentatus
- Hyllus erlangeri
- Hyllus flavescens
- Hyllus fur
- Hyllus fusciventris
- Hyllus fuscomanus
- Hyllus giganteus
- Hyllus guineensis
- Hyllus heliophaninus
- Hyllus holochalceus
- Hyllus insularis
- Hyllus interrogationis
- Hyllus jallai
- Hyllus janthinus
- Hyllus juanensis
- Hyllus keratodes
- Hyllus lacertosus
- Hyllus leucomelas
- Hyllus longiusculus
- Hyllus lugubrellus
- Hyllus lugubris
- Hyllus lwoffi
- Hyllus madagascariensis
- Hyllus manensis
- Hyllus maskaranus
- Hyllus minahassae
- Hyllus mniszechi
- Hyllus multiaculeatus
- Hyllus nebulosus
- Hyllus nossibeensis
- Hyllus nummularis
- Hyllus pachypoessinus
- Hyllus plexippoides
- Hyllus prenanti
- Hyllus pudicus
- Hyllus pulcherrimus
- Hyllus pupillatus
- Hyllus quadrilunatus
- Hyllus ramadanii
- Hyllus robinsoni
- Hyllus rosenbergi
- Hyllus rotundithorax
- Hyllus sansibaricus
- Hyllus semicupreus
- Hyllus senegalensis
- Hyllus stigmatias
- Hyllus succini
- Hyllus suillus
- Hyllus thoracica
- Hyllus thyeniformis
- Hyllus treleaveni
- Hyllus tuberculatus
- Hyllus tumbezanus
- Hyllus walckenaerii
- Hyllus viduatus
- Hyllus vinsoni
- Hyllus virgillus